# Renfe série 6000
Les voitures de la série 6000 de la Renfe, sont des voitures d'express à compartiments de conception française construites à partir de 1950.

## Caractéristiques
Elles dérivent de la série 5000 dont elles diffèrent principalement par la structure et le châssis, constitués de profilés laminés ou extrudés sur les 5000 alors que le série 6000 est basée sur une chape emboutie renforcée de longerons et traverses.
L'industrie espagnole étant occupée à la réalisation de la série 5000, la réalisation des voitures a été réparties en deux tranches égales, la première confiée à l'industrie française : Compagnie Générale de Construction, De Dietrich et Entreprises Industrielles Charentaises. L'autre moitié a été réalisée en Espagne par Carde y Escoriaza, Naval, Macosa et CAF, avec des composants importés de France.
Leur bogies Pennsylvania ne leur autorisent qu'une vitesse de 100 km/h.
On distingue les sous-séries suivantes :
- 40 voitures de 1re classe AA 6001-6040 > BB1 6201-6240 montées en France.
- 40 voitures de 1re classe AA 6101-6140 > BB1 6241-6280 montées en Espagne.
- 60 voitures de 3e classe CC 6001-6060 > BB4 6001-6060 montées en France (photo).
- 60 voitures de 3e classe CC 6101-6160 > BB4 6101-6160 montées en Espagne.

La suppression de la troisième classe a conduit à reconfigurer les voitures, la plupart devenant des voitures de 2e classe dénommées BB1 pour les ex AA et BB4 pour les ex CC. Certaines voitures de première classe deviennent des voitures mixtes 1re - cafétéria à 5 compartiments (30 places) : AAR 6001, 6004, 6126 et plus tard la 6236. Cette dernière est une ex B7(r) 6236, de type salon, ultérieurement équipée d'une cafétéria aux couleurs de la marque de bière San Miguel) sous le n° UIC 92-71-69-20 717-6. Elle est reproduite en HO par Electrotren.
Ces voitures-cafétéria complètent les 29 voitures similaires de la série 5000 (AAR 5000).
En 1987, 6 voitures BB1 (sur les 20 prévues) sont transformées par Talleres Rocafort S.A. en B7, aménagées en salon à allée centrale. Ces 6 voitures sont les 50-71-27-16 217-4, 218-2, 234-9, 236-4, 237-2 et 240-6. Leur livrée bicolore vert, fenêtres soulignées de blanc et partie inférieure orange, leur a valu le surnom de « Lucky ».
En 1992, 17 voitures, 11 BB1 et les 6 B7, sont transférées à la B.A. « Regionales » de la Renfe et deviennent toutes des B7r ; elles reçoivent des bogies Minden Deutz et une livrée blanc et orange. Elles seront cédées en 1995.

## Galerie de photographies

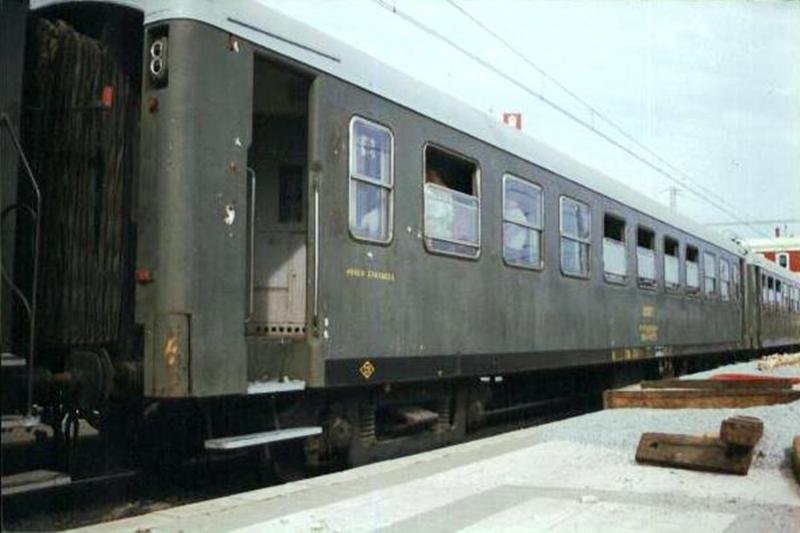
Voiture BB4 6033 (ex CC 6033).
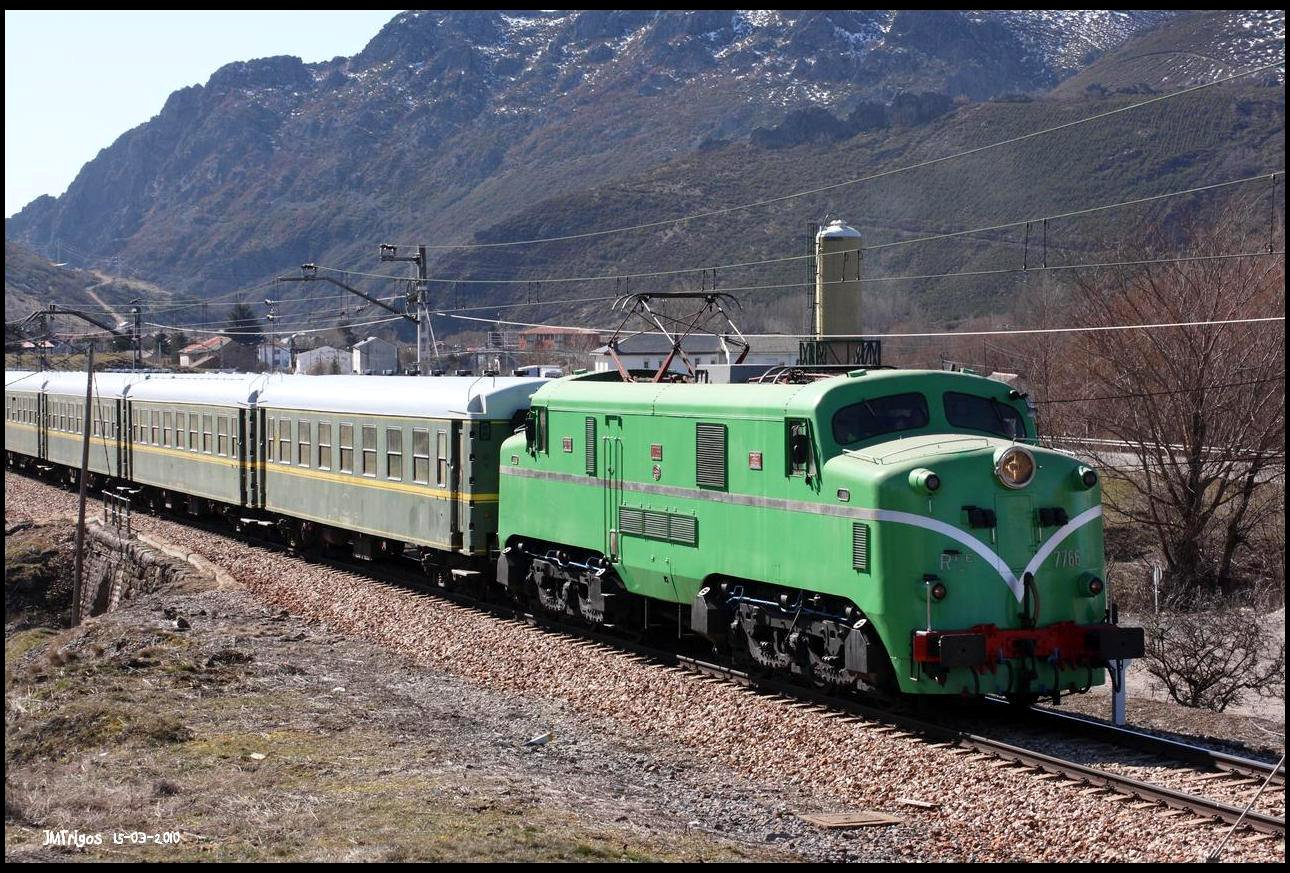
Locomotive 7766 tractant des voitures de la série 6000.